# Naissance en 1107
Naissance
- 1103
- 1104
- 1105
- 1106
- 1107
- 1108
- 1109
- 1110
- 1111

Cette page dresse une liste de personnalités nées au cours de l'année 1107 :
- 12 juin : Song Gaozong, dixième empereur de la dynastie Song, et le premier des Song du Sud.

- Anthelme de Chignin, Anthelme de Belley ou saint Anthelme, prieur de la Grande-Chartreuse puis évêque et seigneur de Belley (Ain) (saint catholique).
- Enrico Dandolo, 41e doge de Venise.
- Falaki Shirvani, Abu Nizam Muhammad Falaki Shirvani, poète de Chirvan, (Azerbaïdjan actuel).
- Henri II Jasomirgott, comte palatin du Rhin, duc de Bavière et margrave puis duc d'Autriche.
- Kenkai (en), Bhikshu (Bouddhisme).

date incertaine (vers 1107)
- Étienne Kontostephanos, aristocrate et militaire byzantin.

## Crédit d'auteurs
- Cet article est partiellement ou en totalité issu de l'article intitulé « 1107 » (voir la liste des auteurs).